# Йорк, Чарльз, 4-й граф Хардвик
Адмирал Чарльз Филипп Йорк, 4-й граф Хардвик (англ. Charles Philip Yorke, 4th Earl of Hardwicke; 2 апреля 1799 — 17 сентября 1873) — британский дворянин, военно-морской командир и консервативный политик.

## Происхождение и образование
Он родился 2 апреля 1799 года в Сидней-Лодж, в Хамбл-ле-Райс. Старший сын адмирала сэра Джозефа Сиднея Йорка (1768—1831), и Элизабет Уик Рэттрей (? — 1812), внук Достопочтенного Чарльза Йорка, лорда-канцлера Великобритании. Племянник и наследник Филиппа Йорка, 3-го графа Хардвика. Он получил образование в школе Харроу и Королевском военно-морском колледже, где был награжден второй медалью.

## Военно-морская карьера
Чарльз Йорк поступил на службу в Королевский флот в мае 1815 года в качестве мичмана на HMS Prince, флагманском корабле в Спитхеде. Позднее он служил на Средиземноморье, на HMS Sparrowhawk и HMS Leviathan, а затем HMS Queen Charlotte, флагмане лорда Эксмута, которым ему было поручено командование канонерской лодкой во время при бомбардировки Алжира. В августе 1819 года получил чин лейтенанта. В октябре 1820 года он поступил на службу на фрегат HMS Phaeton на станции Галифакс, пока не был назначен командующим HMS Alacrity в 1823 годе на средиземноморской станции. В 1825 году он получил чин капитана, наблюдал за передвижениями турецко-египетских войск и пресечения пиратства.
В период с 1828 по 1831 год он принял командование HMS Alligator на средиземноморской станции и принял активное участие в морской операции во время войны Греции и Турции. В 1844—1845 годах он командовал паровой яхтой HMS Black Eagle и HMS St Vincent, на которых он доставил российского императора Николая I Павловича в Англию. В 1858 году ему был пожалован чин контр-адмирала, став вице-адмиралом в том же году и адмиралом в 1863 году. Он вышел в отставку из Королевского флота в 1870 году.

## Политическая карьера
Чарльз Йорк заседал в Палате общин Великобритании от Райгита в 1831—1832 годах и Кембриджшира в 1832—1834 годах.
В ноябре 1834 года после смерти своего дяди Филиппа Йорка, 3-го графа Хардвика, Чарльз Йорк стал 4-м графом Хардвиком и унаследовал родовое поместье Уимпол-Холл в Кембриджшире. Он занимал должности генерального почтмейстера (1852) и лорда-хранителя Малой печати (1858—1859) в правительстве лорда Дерби. В 1852 году он стал членом Тайного совета Великобритании.

## Семья
14 октября 1833 года лорд Хардвик женился на достопочтенной Сьюзан Лидделл (ок. 1810 — 22 ноября 1886), шестой дочери Томаса Лидделла, 1-го барона Рэйвенсворта (1775—1855), и Мэри Сьюзан Симпсон. У супругов было пять сыновей и три дочери:
- Леди Элизабет Филиппа Йорк (15 ноября 1834 — 13 января 1916), 1-й муж с 1860 года Генри Джон Адин (1833—1870); 2-й муж с 1877 года Майкл Биддульф, 1-й барон Биддульф[англ.] (1834—1923).
- Чарльз Филипп Йорк, 5-й граф Хардвик (23 апреля 1836 — 18 мая 1897), старший сын и преемник отца.
- Леди Мэри Кэтрин Йорк (19 мая 1837 — 14 декабря 1890), в 1857 году она вышла замуж за Уильяма Джорджа Крейвена (1835—1906), от брака с которым у неё было пять детей. Одна из их дочерей, Изабель Софи Крейвен, вышла замуж за Чарльз Гордона-Леннокса, 7-го герцога Ричмонда[3].
- Леди Агнета Гарриет Йорк (13 декабря 1838 — 12 марта 1919), она вышла в 1867 году достопочтенного Виктора Монтегю (1841—1915), сына Джона Монтегю, 7-го графа Сэндвича. У них было четверо детей.
- Джон Мэннерс Йорк, 7-й граф Хардвик (30 октября 1840 — 13 марта 1909)
- Лейтенант Достопочтенный Виктор Александр Йорк (24 марта 1842 — 23 декабря 1867)
- Достопочтенный Эллиот Константин Йорк (13 июля 1843 — 21 декабря 1878)
- Достопочтенный Александр Грэнтэм Йорк (20 ноября 1847 — 17 марта 1911).

Хардвик умер в сентябре 1873 года в возрасте 74 лет, и ему наследовал графство его старший сын Чарльз. Графиня Хардвик умерла в ноябре 1886 года.
Он также предположительно был отцом двух внебрачных сыновей от своих служанок, Джеймса Пратта (род. 1848) и Чарльза Уитби (род. 1856).